# Монацит
Монаци́т — мінерал класу фосфатів, фосфат рідкісних земель острівної будови. Назва походить від грец. μονάζω — самотній, відокремлений (зазвичай зустрічається в поодиноких кристалах). Синоніми: менгіт, монацитоїд, фосфороцерит, криптоліт.

## Етимологія та історія
Слово монацит походить від грецького μονάζειν [monázein] «жити на самоті» (складається з μόνος [mónos] «жити на самоті» та ζήω [zēō] «жити», етимологія якого неясна)
Ереміт — синонім монациту — був описаний американським мінералогом Шепардом (1804-1886) у 1837 році й названий так на основі віддалених індивідів цього мінералу.
Чарльз Апхем Шепард  так писав про назву мінералу: «Назва, присвоєна мінералу, походить від ερημία, самотність, що натякає на ізольований спосіб його виникнення по відношенню до інших мінералів того ж виду».
Монацит вперше спостерігав австрійський хімік та підприємець Карл Ауер фон Вельсбах (1858-1929) у баластному піску на кораблях із Бразилії. У 1880-х роках він шукав торій для своїх нещодавно винайдених ламп розжарювання. Невдовзі монацитовий пісок став джерелом торію, що також заклало основу промисловості рідкісноземельних елементів. Монацит ненадовго імпортувався з Північної Кароліни, але незабаром були виявлені багаті джерела в Індії та Бразилії.
Монацит був єдиним значним джерелом комерційних лантаноїдів аж до Другої світової війни, але внаслідок занепокоєння з приводу утилізації радіоактивних продуктів торію, бастнезит витіснив монацит у виробництві лантаноїдів у 1960-х роках через значно нижчий вміст торію. Підвищений інтерес до торію для ядерної енергетики може повернути монацит у комерційне використання.

## Основні характеристики

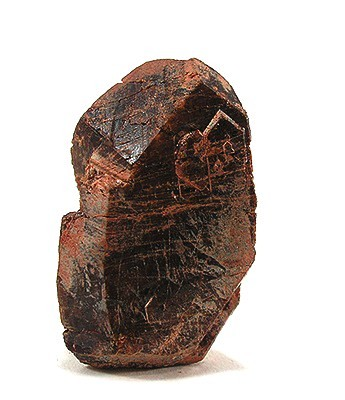
Рідкісний кристал монациту з Мадагаскару. Приклад для виду форми й кристалографії. Розмір 3,1 х 1,9 х 0,6 см.

Фосфат рідкісноземельних елементів, головним чином, церієвої групи. Хімічна формула: (Ce, La)[PO4]. Містить 66-70 % TR2O3.
Домішки (%): ThO2 до 28; SiO2 до 6; CaO до 2, ZrO2, SO3, MnO, MgO, PbO та ін.
Склад, у % (з родовища Арендаль, Норвегія): Ce2O3 — 28,82; (La2O3+Dy2O3) — 40,79; P2O5 — 29,92.

## Кристалографія
Сингонія моноклінна, вид симетрії — призматичний. Утворює характерні одиничні кристали таблитчастого габітусу, рідше — призматичні, ізометричні, пірамідальні кристали. Головними формами є пінакоїди {100} і {010} та призма {110}. Іноді спостерігаються грані біпіраміди {111}. Двійники по (100) і по (001).

## Фізичні властивості
Густина 5,0-5,3. Твердість 5,0-5,5 (підвищується зі збільшенням вмісту ThSiO4[джерело?]). Колір монациту червонувато-бурий, жовто-бурий, червонуватий, рідше зелений. Колір риси — білий, зеленувато-білий. Блиск сильний, скляний. Дрібні кристали іноді цілком прозорі, часто мутні. Спайність непостійна, від недосконалої до досконалої по (001) і середньої по (100). Може спостерігатися окремість, що відзначається, зазвичай, по площинах зрощення двійників. Крихкий.

Часто радіоактивний, радіоактивність залежить від вмісту торію, який зазвичай підвищений у високотемпературному монациті з гранітів і пегматитів і значно нижчий у монациті з лужних порід, гідротермальних родовищ і в аутигенному монациті — з розсипів.

## Утворення і родовища
Походження магматичне, пегматитове, пневматоліто-гідротермальне (в ґрейзенах, кварц-вольфрамітових жилах, прожилково-метасоматичних рідкісноземельних родовищах, карбонатитах, фенітах, альбітитах і ін.). Акцесорний мінерал гранітоїдів, а також сієнітових і гранітних пегматитів. Зустрічається в альпійських жилах. Знаходиться у важкій фракції осадових порід.
Монацит використовується для отримання рідкісноземельних елементів. Руда церію й торію.
Родовища монациту є в Лаахерск (Ейфель, ФРН), Дорп (ПАР), Анцибаре (Мадагаскар), прибережні розсипи Індії, Бразилії, Австралії, західного узбережжя Шрі-Ланки, штат Флорида, США. В Україні є в Приазов'ї, а також в багатьох гранітоїдах віком від 2100 до 2000 млн років в різних частинах Українського щита.

## Різновиди
Розрізняють:
- монацит сірчистий (різновид монациту, який містить до 3 % S);
- монацит-сульфат (те саме, що монацит сульфатистий);
- монацит сульфатистий (різновид монациту, який містить йон [SO4]2-).
- монацит-Ce (Ce, La, Pr, Nd, Th, Y)PO4
- монацит-La (La, Ce, Nd, Pr)PO4
- монацит-Nd (Nd, La, Ce, Pr)PO4
- монацит-Pr (Pr, Nd, Ce, La)PO4

## Одержання
Щоб одержати монацитовий концентрат чистотою 92-96 %, застосовують комплекс гравітаційних, магнітних і електростатичних методів збагачення. У результаті попутно одержують ільменітовий, рутиловий, цирконовий та інші коштовні концентрати. Як і будь-який мінерал, монацит треба «розкрити». Найчастіше монацитовий концентрат обробляють для цього концентрованою сірчаною кислотою. Поширення набув також лужний спосіб розкриття монациту.

## Застосування
Монацит використовують для добування рідкісноземельних елементів. Монацит був єдиним значним джерелом комерційних лантаноїдів до Другої світової війни. Проте його застосування викликало занепокоєння стосовно утилізації радіоактивних продуктів торію. У 1960-х у виробництві лантаноїдів монацит був витіснений бастнезитами, уміст торію в яких вищий. Підвищений інтерес до торію як ядерного палива може повернути монацит у комерційне використання.